# Anissa Tann-Darby
Anissa Tann, auch Tann-Darby, (* 10. Oktober 1967 in Sydney) ist eine ehemalige australische Fußballspielerin. Die Abwehrspielerin war australische Nationalspielerin.
Sie spielte u. a. für die NSW Sapphires und die Marconi Stallions. Ihr Länderspieldebüt hatte sie 1988 beim Women’s FIFA Invitational Tournament in China, dem Vorläufer der Weltmeisterschaft. Für die Weltmeisterschaft 1991 konnten sich die Australierinnen nicht qualifizieren. An der Weltmeisterschaft 1995 und der Weltmeisterschaft 1999 nahm Tann teil, bei beiden Turnieren schied Australien in der Vorrunde aus. Auch bei den heimischen Olympischen Spielen 2000 in Sydney kam das Team nicht über die Gruppenphase hinaus. Bis 2002 bestritt Tann insgesamt 102 Länderspiele und schoss acht Tore. Ende 2002 wurde sie bei einer Dopingkontrolle positiv auf Nandrolon getestet und für zwei Jahre gesperrt.

## Auszeichnungen
- 2013: Aufnahme ins Team des Jahrzehnts 1990-1999[5]